# Reflections (Care Enough)
«Reflections (Care Enough)» — песня, написанная и спродюсированная американской певицей Мэрайей Кэри и Филиппом Пьером для десятого студийного альбома Мэрайи — «Glitter». Баллада использовалась для главной героини — Билли Франк в фильме «Glitter», о её матери, которая недостаточно заботилась о своей дочери.

## Информация
«Reflections (Care Enough)» — была издана в качестве четвёртого сингла десятого альбома в конце 2001 года, но не получила должного промоушена в США. Sony Music Entertainment — предыдущий лейбл певицы и международный дистрибьютор саундтрека Glitter, из-за контрактных обязательств, выпустил CD-сингл «Reflections (Care Enough)» в Японии, где эта песня вошла в лучшую двадцатку хитов.
Мэрайя выступила с песней для американцев на шоу CBS Christmas special At Home в честь рождественских выходных, выпуск с Мэрайей Кэрипоказали по телевидению 21 декабря 2001 года. Клип на эту песню был сделан из фрагмента фильма «Glitter», в котором Мэрайя (Били Франк) поет эту песню в своей квартире и сочиняет её до финального конца (эта песня — первая работа Билли Франк в качестве автора песни). Видеоклип использовался в Азии в качестве промокампании к фильму.

## Официальные версии
1. «Reflections (Care Enough)»
2. «Reflections (Care Enough)» (Instrumental)